# Юго-западные районы Брянской области
Юго-западные районы Брянской области — это макрорегион, расположенный в Брянской области и включающий в себя территорию 10 муниципальных районов, 2 городских округа и 1 муниципальный округ Брянской области, которые объединяет общая истории, тесные экономические и торговые связи, общие экологические проблемы и пограничный статус, культурная общность.

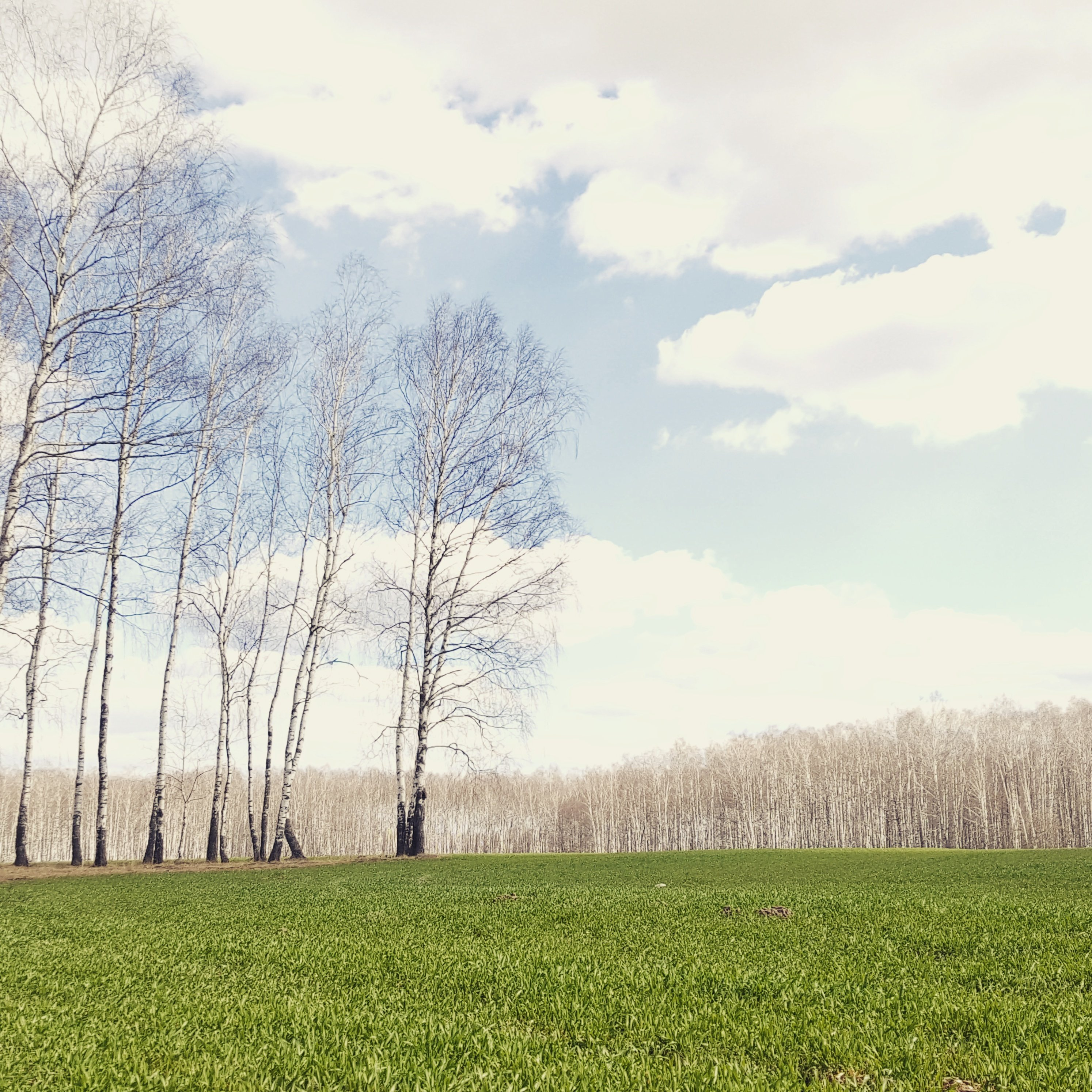
Полесье в Гордеевском районе

Неофициальный центр — города Клинцы и Новозыбков.

## Состав
К числу юго-западных районов Брянской области относятся 10 муниципальных районов, 2 городских округа и 1 муниципальный округ Брянской области:
| №  | Наименование района           | Площадь (кв. км.) (2018) | Население (чел) (2018) |
| -- | ----------------------------- | ------------------------ | ---------------------- |
| 1  | Гордеевский район             | 846                      | 10 620                 |
| 2  | Красногорский район           | 1 071                    | 12 031                 |
| 3  | Суражский район               | 1 128                    | 22 525                 |
| 4  | Клинцовский район             | 1 291                    | 17 408                 |
| 5  | Климовский район              | 1 553                    | 26 254                 |
| 6  | Новозыбковский район          | 989                      | 11 036                 |
| 7  | Злынковский район             | 730                      | 12 012                 |
| 8  | Унечский район                | 1 147                    | 35 137                 |
| 9  | Мглинский район               | 1 088                    | 17 167                 |
| 10 | Погарский район               | 1 196                    | 23 961                 |
| 11 | Стародубский район            | 1 782                    | 37 365                 |
| 12 | городской округ г. Клинцы     | 63                       | 70 122                 |
| 13 | городской округ г. Новозыбков | 1 020                    | 40 107                 |
|    | Итого                         | 13 904                   | 335 745                |

## Крупнейшие города
Крупнейшим городом, экономическим и торговым центром юго-западных районов Брянской области является город Клинцы, второй по величине город Брянской области.

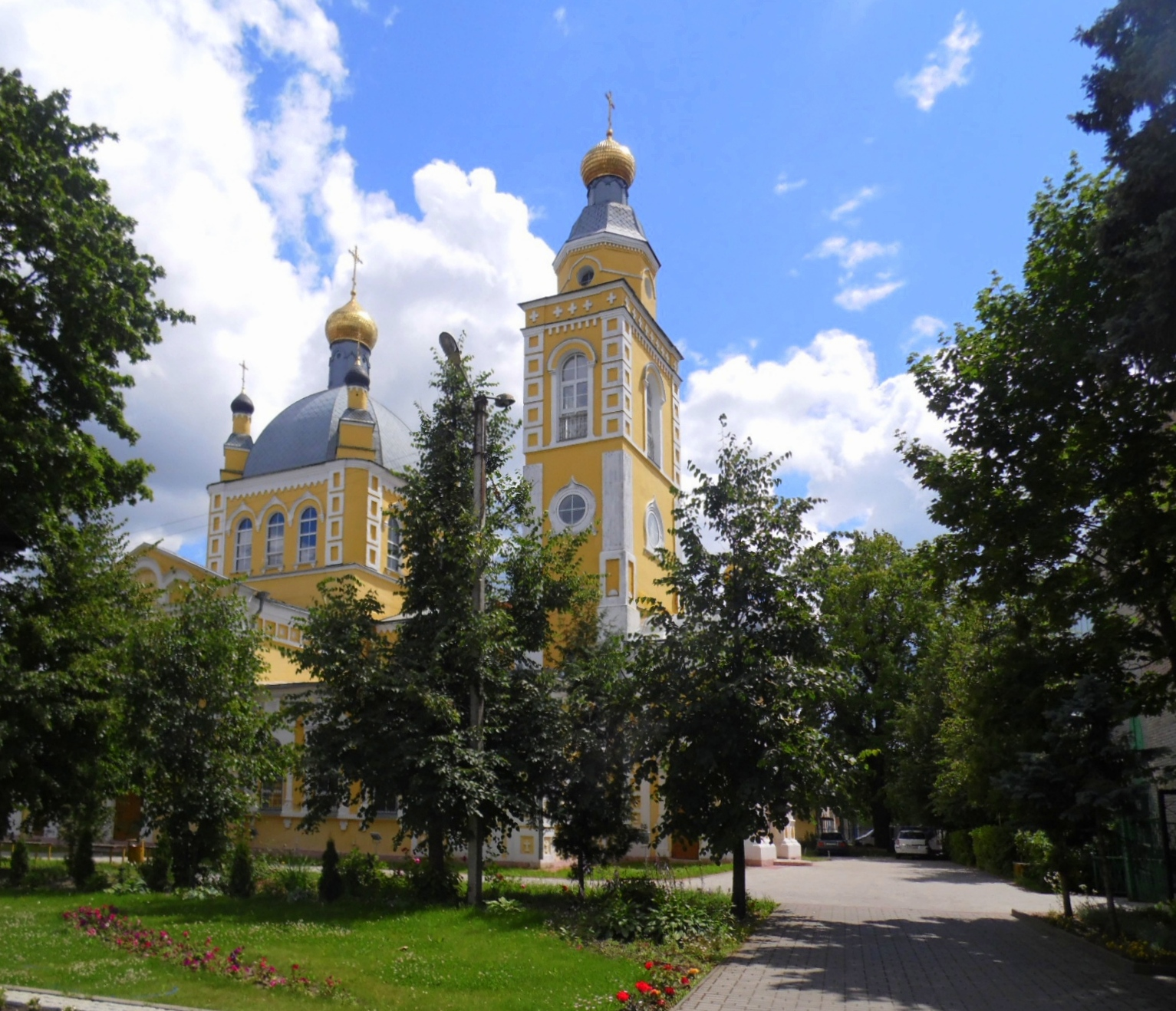
г. Клинцы

Крупными населенными пунктами Юго-запада Брянской области также являются города Новозыбков, Стародуб, Сураж, Унеча.

## Экологические проблемы
В результате аварии на Чернобыльской АЭС 26 апреля 1986 года часть территории Брянской области была загрязнена долгоживущими радионуклидами (главным образом Гордеевский, Злынковский, Климовский, Клинцовский, Новозыбковский, Красногорский районы). В 1999 году на территории с уровнем загрязнения выше 5 Ки/км² проживало 226 тыс. человек, что составляет примерно 16 % населения области.

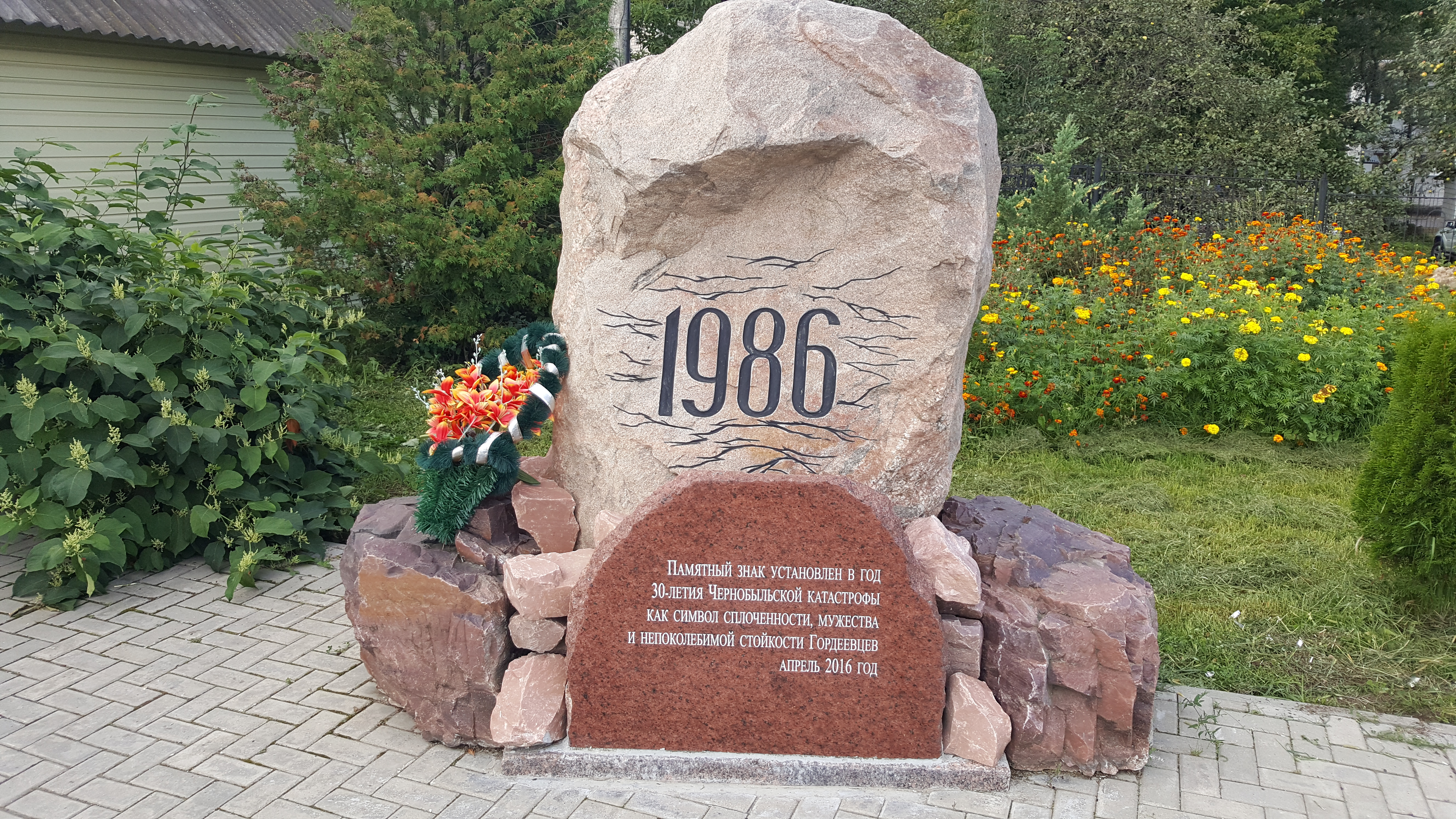
Памятный знак, установленный в год 30-летия Чернобыльской катастрофы как символ сплоченности, мужества и непоколебимой стойкости Гордеевцев, апрель 2016

Юго-западные районы Брянской области оказались самыми пострадавшими от Чернобыльской аварии регионами России.

## География
Совокупная площадь Юго-западных районов Брянской области составляет 13 904 квадратных километров, что составляет 40 % территории Брянской области.
Крупнейшим по площади муниципальным образованием в макрорегионе является Стародубский муниципальный округ.
Муниципальным образованием с наименьшей площадью в макрорегионе выступает городской округ города Клинцы.

## Население[1]
Совокупное население Юго-западных районов Брянской области по состоянию на 2018 г. составляет 335 745 человек.
Таким образом на территории Юго-западных районов Брянской области проживает 28 % совокупного населения Брянской области, 23 % городского населения и 38 % сельского населения Брянской области.
Крупнейшим по численности населения городским округом макрорегиона является г. Клинцы.
Крупнейшим по численности населения районом макрорегиона является Унечский.

## Пограничная зона
Часть территории Юго-западных районов Брянской области, а именно Гордеевского, Суражского, Красногорского, Новозыбковского, Злынковского, Климовского, Погарского районов и Стародубского муниципального округа вдоль границы с Белоруссией и Украиной включена в состав пограничной зоны, режим доступа в пределы которой ограничен.

## Транспорт
Основным транспортом, которым пользуется максимальное количество пассажиров, является автомобильный. Все райцентры и города макрорегиона связаны с собой сетью автомобильных дорог общего пользования.
Железнодорожный транспорт играет большое значение для жителей макрорегиона в случае если необходимо выехать за пределы Брянской области — ежедневно по территории макрорегиона курсирует поезд в столицу России Москву, а также организуются сезонные поезда на курортные города Черноморского побережья Российской Федерации.
Юго-западные районы Брянской области не имеют своего аэропорта. Ближайший аэропорт расположен в 50 км по дорогам общего пользования от границ Злынковского района в г. Гомель (Республика Беларусь), Аэропорт г. Брянска расположен в 100 км от границ Унечского района и является менее удобным для пользования для жителей Юго-западных районов Брянской области.

## История

Герб Стародубского полка

### Радимичи
На территории Юго-западных районов Брянской области в IX—XII веках обитали племена радимичей. Археологические данные указывают, что данное племенное объединение имело смешанное, славяно-балтское происхождение. Проживали радимичи в том числе на территории современного Гордеевского, Красногорского, Клинцовского, Климовского, Новозыбковского, Злынковского, Старобудского, Унечского районов, а также в междуречье верхнего Днепра и Десны по течению Сожа и его притоков (юг Витебской, восток Могилёвской и Гомельской областей современной Белоруссии, юго-запад Смоленской области России). Письменные свидетельства о радимичах приходятся на период с 885 по 1169 годы.
Неподалеку от с. Смяльч Гордеевского района на селище в урочище Черная Поляна обнаружены остатки жилищ Рамидичей, найдеты артефакты (предметы быта и труда, украшения), рядом обнаружена группа курганов, принадлежащая к культуре этого восточно-славянского племени.

### Стародубская земля
Юго-западные районы Брянской области на протяжении столетий как часть северской земли исторически входили в макрорегион. Длительное время административным, экономическим и военным центром этой территории был г. Стародуб. Административно Юго-западные районы Брянской области входили в Стародубский полк, который был самым обширным из всех десяти полков Малороссии. В состав его входили округи двух древних центров северской земли — Стародуба и Новгорода-Северского, каждый из которых в период феодальной раздробленности был центром самостоятельного княжества.
После образования государств Русского и Литовского, расположенная на их пограничье территория, ныне входящая в юго-западные районы Брянской области, обратила на себя притязание обоих государств. Войны между Москвой и Литвой велись преимущественно за обладание данной территорией.
Полуторавековая зависимость территории, ныне входящей в юго-западные районы Брянской области, от Литвы не изгладила в её населении исконно православную веру. Политика Литовского государства по насаждению католической веры встретила ожесточенное сопротивление местного населения, чем воспользовалась Москва присоединив без единого выстрела эти территории к Русскому государству.